# Ana Gros
Ana Gros (n. 21 ianuarie 1991, în Velenje, Slovenia, la acea vreme RSF Iugoslavia) este o handbalistă slovenă care a jucat pentru clubul francez Metz Handball și pentru echipa națională a Sloveniei. Gros evoluează pe postul de intermediar dreapta.
În ianuarie 2018, Gros a semnat un contract pentru două sezoane cu Brest Handball, echipă pentru care a evoluat începând din vara anului 2018.

## Palmares
- Campionatul Sloveniei:
  - Câștigătoare: 2009, 2010

- Cupa Sloveniei:
  -  Câștigătoare: 2009, 2010

- Nemzeti Bajnokság I:
  - Câștigătoare: 2011, 2012

- Magyar Kupa:
  -  Câștigătoare: 2011, 2012

- Handball-Bundesliga Frauen:
  - Câștigătoare: 2013

- Campionatul Franței:
  - Câștigătoare: 2014, 2016, 2017, 2021

- Cupa Franței:
  -  Câștigătoare: 2015, 2017, 2021

- Liga Campionilor EHF:
  - Finalistă: 2012
  - Semifinalistă: 2011